# Renault T-Truck
Der Renault T-Truck ist ein Fernverkehrs-Lkw, den Renault Trucks als Nachfolger des Renault Magnum und des Renault Premium Route erstmals am 11. Juni 2013 – zusammen mit den übrigen Modellen der völlig erneuerten Lkw-Modellpalette – vorstellte.

## Konstruktion
Der T-Truck als Flaggschiff der Modellpalette basiert in der technischen Konstruktion auf dem Volvo FH. Bei der Entwicklung des Führerhauses wurde von den Entwicklern neben dem Fahrkomfort besonders die Aerodynamik beachtet. So ist beispielsweise die Windschutzscheibe um zwölf Grad geneigt.
Die Fahrerkabinen sind wahlweise mit 200 Millimeter hohem Motortunnel oder flachem Fahrerhausboden (High Sleeper) erhältlich. Der High Sleeper soll hierbei an die besondere Konstruktion des Vorgängers Renault Magnum anknüpfen. Das Design wurde in Frankreich gestaltet, insbesondere das Kühlerdesign; dennoch gibt es deutliche Ähnlichkeiten mit dem vom selben Konzern angebotenen Volvo FH.
Von diesem abgeleitet sind auch die 6-Zylinder-DTI-11- beziehungsweise DTI-13-Common-Rail-Einspritzung-Dieselmotoren. Diese beiden leisten, mit 10,8 Litern und 12,8 Litern Hubraum, 280 bis 383 kW und erfüllen die Abgasnorm Euro 6. Die Kraftübertragung erfolgt dabei mit dem Automatikgetriebe Renault Optidriver.
Vom T-Truck abgeleitet wurde die weitere Lkw-Modellpalette von Renault Trucks:
- Renault D-Truck
- Renault K-Truck
- Renault C-Truck